# ニッポン百年食堂
『ニッポン百年食堂』（にっぽん・ひゃくねんしょくどう）は、2015年10月6日から2016年9月27日まで、BSフジで毎週火曜日22時から22時55分「BSフジの22時」に放送されていたドキュメンタリー番組である。
創業100年以上を経過し、今日まで営業を続けている老舗の食堂が日本には数多くあり、その中には江戸時代など19世紀の段階から営業を始めている食堂もある。この番組ではその食堂を歴史、人、味の3つのポイントに沿って取り上げ、その「老舗食堂」の魅力を余すところなく伝えることを目指している。

## 出演
- レポーター　伊藤章良（食文化研究家、食随筆家）
- ナレーター　立川志らく

## これまで取り上げた百年食堂
| 話数 | 放送日         | 取材先                                                          | 所在地                          |
| ---- | -------------- | --------------------------------------------------------------- | ------------------------------- |
| 1    | 2015年10月6日  | 三角屋（中華そば） お秀茶屋（田楽）                             | 福島県会津若松市（2か所とも）   |
| 2    | 2015年10月13日 | 天吉（天丼) 大田なわのれん（牛鍋）                              | 神奈川県横浜市（2か所とも）     |
| 3    | 2015年11月3日  | 一二三亭（家庭料理） 福田屋（鰻料理）                           | 長崎県諫早市 長崎県長崎市       |
| 4    | 2015年11月10日 | デンキヤホール（オムレツ・オムライス） お食事処まえ田（おでん） | 東京都台東区（2か所とも）       |
| 5    | 2015年12月1日  | レストラン自由軒（オムレツ） 魚半（ゴリ料理）                   | 石川県金沢市（2か所とも）       |
| 6    | 2015年12月8日  | 山本屋食堂（馬肉丼） いまきん食堂（牛丼）                       | 熊本県熊本市 熊本県阿蘇市       |
| SP1  | 2015年12月29日 | 総集編2時間スペシャル                                           | 総集編2時間スペシャル           |
| 7    | 2016年1月5日   |                                                                 | 富山県富山市 富山県魚津市       |
| 8    | 2016年1月12日  |                                                                 | 京都府京都市（2か所とも）       |
| 9    | 2016年2月2日   |                                                                 | 神奈川県小田原市 神奈川県箱根町 |
| 10   | 2016年2月9日   |                                                                 | 東京都中央区 東京都千代田区     |
| 11   | 2016年3月1日   |                                                                 | 茨城県鹿嶋市 茨城県土浦市       |
| 12   | 2016年3月8日   |                                                                 | 大阪府大阪市（2か所とも）       |
| 13   | 2016年3月29日  |                                                                 | 東京都新宿区（2か所とも）       |
| 14   | 2016年4月5日   |                                                                 | 青森県弘前市 青森県五所川原市   |
| 15   | 2016年4月12日  |                                                                 | 東京都中央区（2か所とも）       |
| 16   | 2016年4月19日  | 地酒編                                                          | 地酒編                          |
| 17   | 2016年4月26日  |                                                                 | 東京都江東区 東京都墨田区       |
| 18   | 2016年5月3日   |                                                                 | 青森県大鰐町 青森県平川市       |
| 19   | 2016年5月10日  |                                                                 | 東京都港区（2か所とも）         |
| 20   | 2016年5月17日  | 変わり種カツ丼                                                  | 変わり種カツ丼                  |
| 21   | 2016年5月31日  |                                                                 | 愛媛県今治市 愛媛県伊予市       |
| 22   | 2016年6月7日   |                                                                 | 埼玉県長瀞町 埼玉県秩父市       |
| 23   | 2016年6月14日  |                                                                 | 北海道函館市（2か所とも）       |
| 24   | 2016年6月21日  | 東西麺づくし                                                    | 東西麺づくし                    |
| 25   | 2016年6月28日  |                                                                 | 北海道石狩市 北海道厚沢部町     |
| 26   | 2016年7月5日   |                                                                 | 広島県尾道市 広島県呉市         |
| 27   | 2016年7月12日  |                                                                 | 三重県伊勢市（2か所とも）       |
| 28   | 2016年7月19日  | 名物女将                                                        | 名物女将                        |
| 29   | 2016年7月26日  |                                                                 | 神奈川県藤沢市 神奈川県鎌倉市   |
| 30   | 2016年8月2日   |                                                                 | 愛知県名古屋市（2か所とも）     |
| 31   | 2016年8月9日   |                                                                 | 東京都文京区（2か所とも）       |
| 32   | 2016年8月16日  | 夏こそ食べたい魚                                                | 夏こそ食べたい魚                |
| 33   | 2016年8月30日  | あの料理が生まれたお店                                          | あの料理が生まれたお店          |
| 34   | 2016年9月6日   |                                                                 | 静岡県伊豆市 静岡県下田市       |
| 35   | 2016年9月13日  |                                                                 | 長野県上田市 長野県小諸市       |
| 36   | 2016年9月20日  | 名物女将Ⅱ                                                       | 名物女将Ⅱ                       |
| 37   | 2016年9月27日  | スーパー百年食堂                                                | スーパー百年食堂                |

## スピンオフ番組
- 『ニッポン百年食堂・今週のお品書き編』（日曜8:30-9:01）

## スタッフ
- 構成：内田裕士
- CAM：大西克哉　笹邊幸人
- VE：山形晃一
- 音楽制作：インスパイア・ホールディングス
- CG：FUJIWARA CG OFFICE
- 音響効果：大庭秀夫
- リサーチ：リベラス
- 編集：鈴木海渡
- MA：河野翔平
- 技術協力：ヌーベルアージュ、TSSプロダクション
- 広報：藤田麻由子（BSフジ）
- ディレクター：斉藤敏樹
- 総合演出：高橋尚樹
- プロデューサー：大森慎司・田平秀雄（共にBSフジ）、橋本健司、松浦通陽、田村成弘
- 制作協力：JNF
- 制作著作：BSフジ